# Präzisionssport

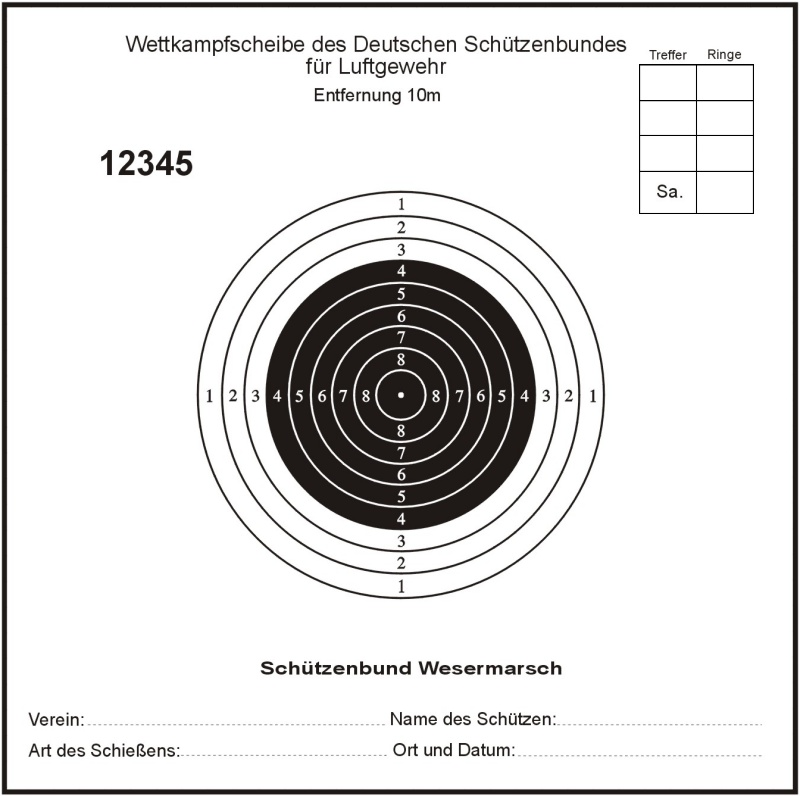
Luftgewehrscheibe

Als Präzisionssport werden verschiedene Sportarten bezeichnet, bei denen ein vorgegebenes Ziel mit einem Gegenstand möglichst präzise getroffen werden muss. Falls sie ohne feste Regeln gespielt werden, werden sie auch als Geschicklichkeitsspiele bezeichnet.

## Eingrenzung
Für den Begriff Präzisionssport lässt sich keine offizielle Definition finden. Das visuelle Lexikon Sport nennt folgende Präzisionssportarten: Schießen, Bogenschießen, Billard, Bowls, Pétanque, Bowling, Curling, Golf. Diese Liste ließe sich ergänzen durch Armbrustschießen, Minigolf, Kegeln und andere verwandte Sportarten. Als Eingrenzungsmöglichkeiten bieten sich Einteilungen bei Wettkämpfen und/oder von offiziellen Verbänden an. Eine solche Einteilung wurde bei den World Games 2005 in Duisburg vorgenommen. Auf Webseiten bezeichnen einige Vereine und Institutionen von ihnen betriebene Sportarten ebenfalls als Präzisionssport. Dies ist eine weitere Möglichkeit der Eingrenzung.
Bei den World Games 2005 in Duisburg wurden folgende Sportarten zu Präzisionssport zusammengefasst:
Billard, Boule, Bowling, Feldbogenschießen, Casting und Kegeln.
Im World Wide Web werden von Institutionen und Vereinen neben den bereits genannten die Sportarten Curling, Schießsport, Golf, Dart und Minigolf als Präzisionssport bezeichnet. Ein Hinweis hinsichtlich Croquet findet sich nur auf der englischsprachigen Website der World Croquet Federation.
Eine mögliche Abgrenzung des Begriffs Präzisionssport von Geschicklichkeitsspielen wäre die Organisation des Spiels bzw. der Sportart in einem Verband, wie dem DOSB, dem IOC, den World Games beziehungsweise der Interessengemeinschaft der Nicht-Olympischen Verbände im DOSB (IG NOV). Einige der dargestellten Sportarten sind Geschicklichkeitsspiele.

## Schießsport

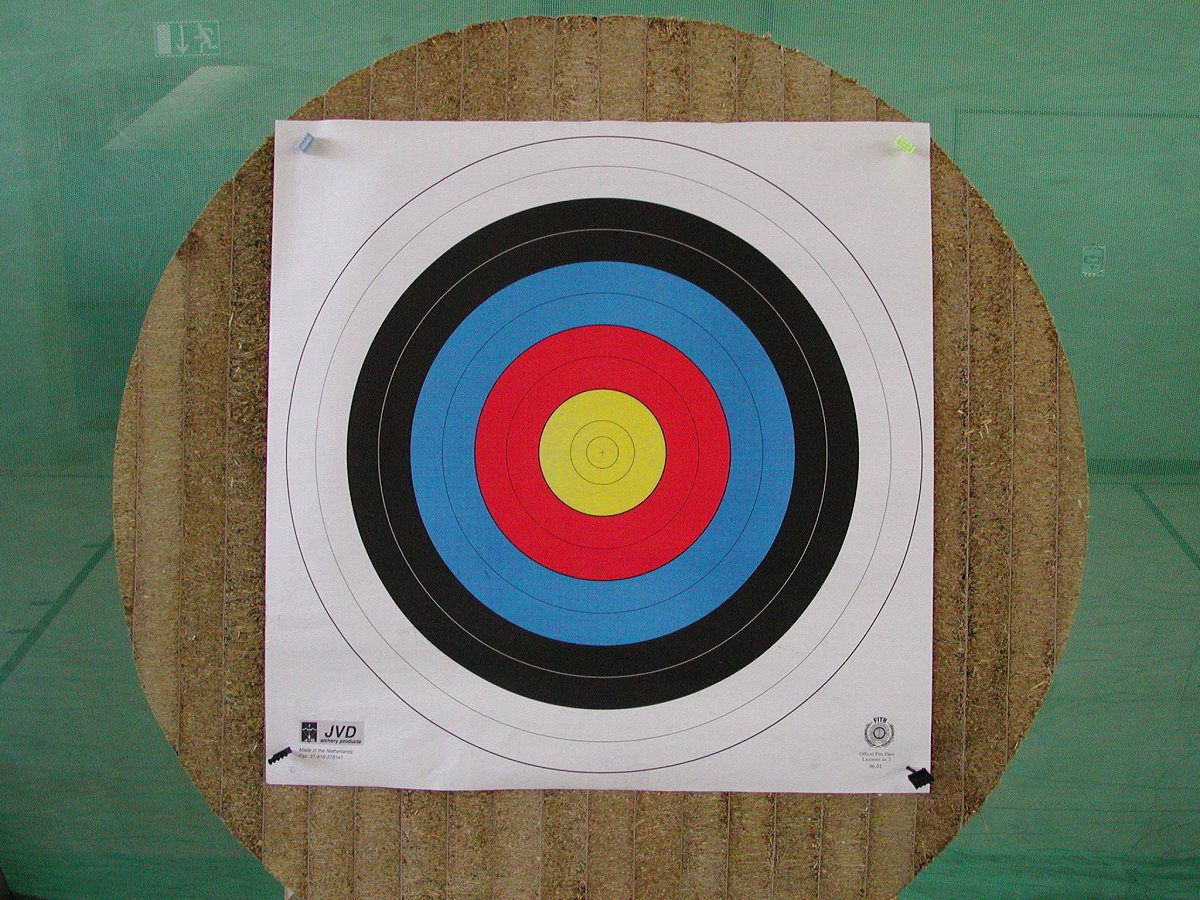
Bogenscheibe

Beim Sportschießen muss die Mitte einer Schießscheibe getroffen werden. Die Ringanordnung auf einer Schießscheibe wird „Spiegel“ genannt, in den meisten Disziplinen handelt es sich um Ringscheiben, bei denen maximal zehn Ringe erreicht werden können. Je näher man die Treffer in der Mitte platzieren kann, umso mehr Ringe erhält der Schütze. Die Schützen verwenden präzise Waffen, die möglichst reproduzierbare Ergebnisse liefern. In den Schießständen werden standardisierte Bedingungen geboten.
Das Sportschießen wird nach der Art der Waffe unterteilt:
- Bogen
- Armbrust
- Gewehr / Flinte
- Pistole / Revolver

Der Schießsport ist in verschiedenen Verbänden organisiert:
- Deutscher Schützenbund, ist im DOSB vertreten
- Deutscher Bogensport-Verband 1959 e. V. (DBSV)
- Bund der Militär- und Polizeischützen e. V. (BDMP)
- Deutsche Schießsport Union (DSU)
- Bund Deutscher Sportschützen (BDS)

Verschiedene Schießsportdisziplinen nehmen bzw. nahmen an Olympischen Spielen sowie an World Games teil. Es werden regionale, nationale und internationale Wettbewerbe sowie Liga-Wettbewerbe ausgetragen.
Beim Bogenschießen kommt außer den oben genannten Kriterien noch der Kraftaufwand hinzu. Außer auf ringförmige Scheiben wird auch auf Scheiben mit Tierbildern, auf Schaumstofftiere und auf Wurfscheiben geschossen. Beim Field Target wird auf lebensgroße Metallsilhouetten von Kleintieren geschossen, die auf einem Parcours verteilt sind. Die Schützen gehen in Gruppen den Parcours ab. Neben fest angebrachten Zielen wird auch auf bewegliche Ziele geschossen wie beim Wurfscheibenschießen oder die laufende Scheibe.

## Darts

Dartboard

Beim Darts wird mit Wurfpfeilen, die Darts genannt werden, auf eine Zielscheibe geworfen. Jeder Spieler hat drei Darts. Die Scheibe hat Ringe und ist zudem in 20 Kreissektoren mit Werten von 1 bis 20 aufgeteilt. In der Mitte befindet sich das Bull’s eye (Wert 50 Punkte), darum befindet sich das Single Bull (Wert 25 Punkte). Es gibt weiter einen Triple-Ring (dreifacher Wert) und einen äußeren Double-Ring (doppelter Wert). Die Entfernung von Abwurflinie zur Dartscheibe und die Höhe der Aufhängung der Dartscheibe ist festgelegt.
Bei der Hauptdisziplin wird rückwärts gezählt, beginnend bei 501 (301). Jeder Spieler wirft der Reihe nach die drei Darts. Die erreichten Punkte werden von den bisherigen Punkten abgezogen. Ziel des Spiels ist es, mit einem Wurf in ein Doppelfeld oder in die Mitte (Doppelbull), exakt 0 Punkte zu erreichen. Es gibt weitere Varianten des Spiels, bei denen die zu treffenden Felder andere sind.
Es gibt traditionelle Steel-Dartscheiben und E-Dartscheiben. Dartscheiben und Dartautomaten befinden häufig in Gaststätten, dort wird das Dartspiel meist als Geschicklichkeitsspiel betrieben.
Weltweit sind die Steel-Dartspieler in der World Darts Federation (WDF) organisiert, in Deutschland sind sie es im Deutschen Dart-Verband (DDV), in Österreich im Österreichischen Darts Verband (ÖDV). Daneben gibt es noch die Professional Darts Corporation (PDC) und die British Darts Organisation (BDO) sowie weitere verbandsunabhängige Vereine und Ligen. Im E-Dart gibt es ebenfalls neben dem Hauptverband Deutscher Sportautomatenverband (DSAB) wilde Ligen.

## Curling und Eisstockschießen
Curling und Eisstockschießen sind Wintersportarten. Auf einer Eisbahn sollen Spielsteine möglichst genau auf einem Ziel, das im Eis eingezeichnet ist, platziert werden.

### Curling

Curlingbahn

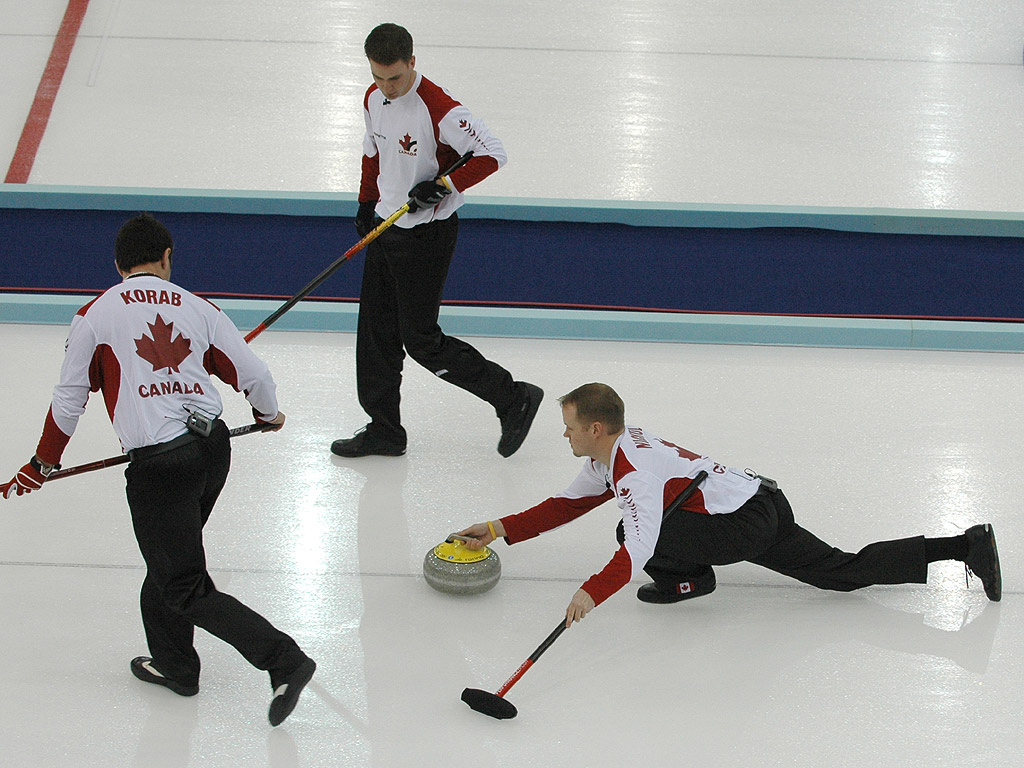
Winterolympiade 2006, Steinabgabe

Zwei Mannschaften zu je vier Spielern versuchen, ihre Curlingsteine näher an den Mittelpunkt eines Zielkreises auf einer Eisbahn zu spielen als die gegnerische Mannschaft. Der Stein wird dabei flach über das Spielfeld geschoben. Der gegnerischen Mannschaft ist es erlaubt, mit eigenen Steinen die gegnerischen Steine von ihren Standorten zu entfernen.
Die Steine (engl. rocks) sind rund geschliffener Granit mit einem Griff. Sie wiegen maximal 44 Pfund (19,958 kg) bei einem Durchmesser von 11 Zoll (27,94 cm). Durch die konkave Form ist die eigentliche Lauffläche nur ein Ring mit circa 6 bis 12 Millimeter Breite.
Die Spieler einer Mannschaft spielen der Reihe nach Steine. Die jeweils anderen Mitglieder wischen das Eis, um durch Antauen des Eises die Geschwindigkeit und Richtung des Steins zu beeinflussen, oder sie zeigen das Ziel an. Das Spiel folgt einer gemeinsamen Taktik, die vom Skip, dem Coach, meist nach Absprache im ganzen Team festgelegt wird.
Die Mannschaften spielen die Steine abwechselnd. Am Anfang wird ausgelost, wer beginnt bzw. das Recht des letzten Steins hat. Im weiteren Verlauf beginnt immer die Mannschaft, die den letzten Punkt gemacht hat.
Das Spielfeld besteht aus einer Eisfläche, die sorgsam präpariert wird. Das Feld ist durch Linien unterteilt, an beiden Enden befinden sich die Zielscheiben. Die Mitte, der button (Knopf), wird von Ringen umgeben, die gemäß ihrem Durchmesser als Vier-Fuß-, Acht-Fuß- und Zwölf-Fuß-Ring (1,22 Meter, 2,44 Meter und 3,66 Meter) bezeichnet werden.
Die Punktwertung richtet sich aber nicht nach der Nähe des Steins zum Button. Vielmehr zählen alle Steine am Ende eines Ends als Punkt, die näher am Button liegen als die der gegnerischen Mannschaft und mindestens den Zwölf-Fuß-Ring berühren.
Das Ende ist der Spielabschnitt, in dem alle Spieler ihre Steine spielen. Es werden in der Regel 10 Ends gespielt, bei Unentschieden wird um je ein End verlängert.
Die Präzision liegt zunächst darin, den Stein auf eine möglichst gute Position im Zielkreis, dem sogenannten Haus, oder davor zu platzieren. Bei Schuss (also dem Entfernen gegnerischer Steine) ist es ebenfalls wichtig, den gegnerischen Stein an einer präzisen Stelle zu treffen, damit dieser (und evtl. durch eine Kettenreaktion weitere Steine) nicht nur von seiner Position entfernt wird, sondern auch in eine bestimmte Richtung und eine gewünschte Entfernung verschoben wird. Auch die Verbesserung der Lage eigener Steine bedarf der Präzision.
Curling ist olympische Sportart, es werden Weltmeisterschaften, Kontinent-Meisterschaften, Landesmeisterschaften und regionale Meisterschaften ausgetragen. Der internationale Dachverband ist die World Curling Federation.

### Eisstockschießen

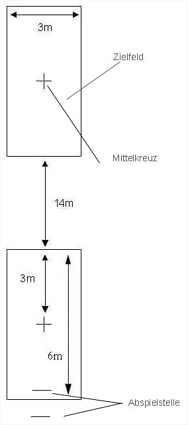

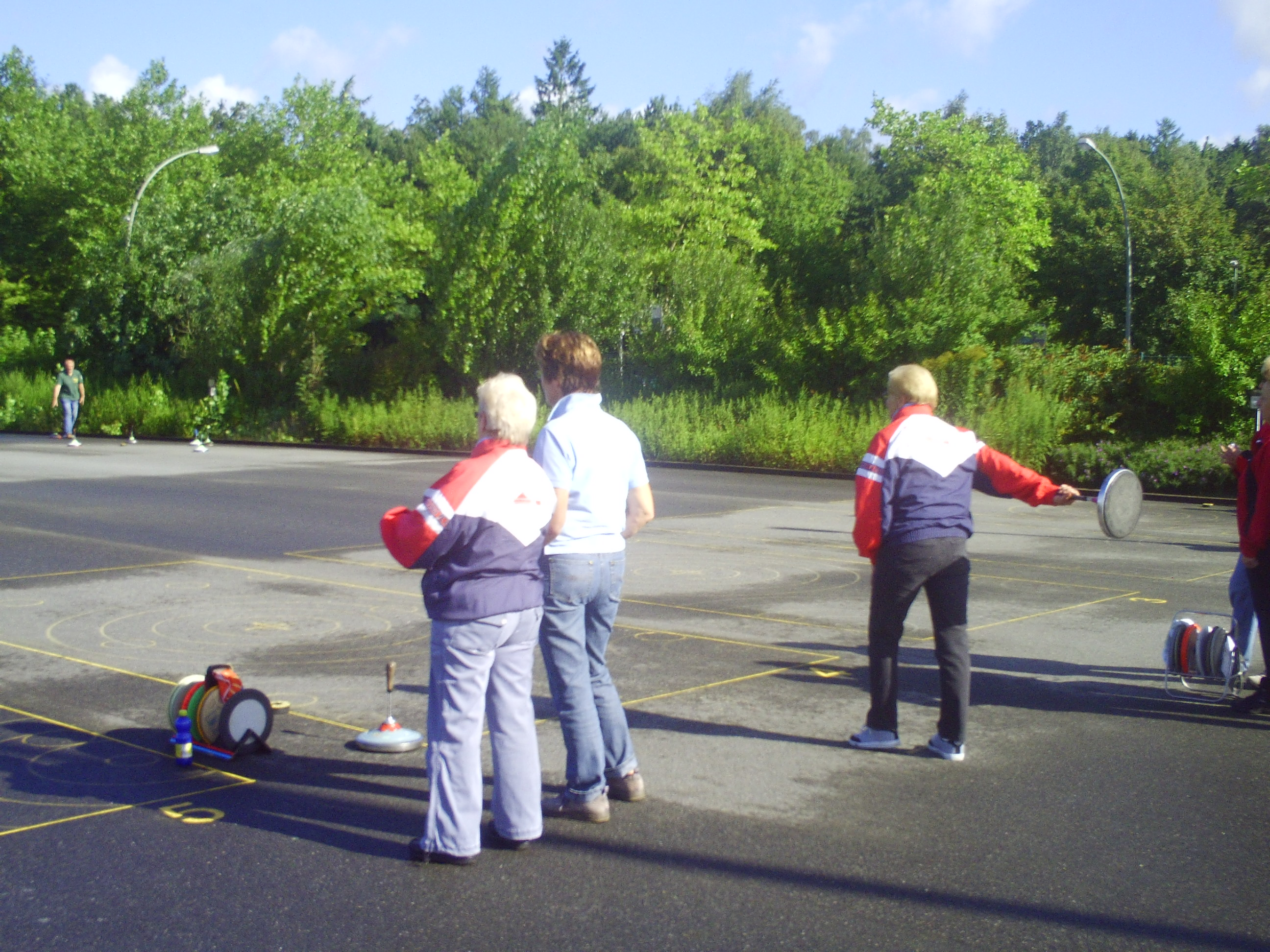
Spielerin beim Stockschuß. (Eisstockschießen)

Auch beim Eisstockschießen bzw. Stockschießen gibt es beim Zielwettbewerb drei Zielscheiben bzw. Zielringe auf dem Eis oder dem Asphalt. Sie bestehen aus je fünf Ringen, innerhalb derer man von zwei (äußerster Ring) bis zehn Punkte (innerster Ring) erreichen kann. Beim Zielwettbewerb werden mehrere Durchgänge auf die verschiedenen Zielringe und auf Zielstöcke gespielt.
Beim Mannschaftswettbewerb, der hauptsächlich praktizierten Form, wird auf eine Daube gespielt, die am Anfang des Spiels auf das Mittelkreuz gelegt wird, aber innerhalb des Zielfeldes verschoben werden darf. Ziel ist es, die eigenen Spielsteine bzw. Stöcke näher an die Daube zu bringen als die gegnerische Mannschaft. Es gibt also nicht wie im Curling ein fixes Ziel mit Kreisen herum, sondern ein bewegliches Ziel, das sogar während eines Spielabschnitts, Kehre genannt, bei Verlassen des Zielfelds auf das Zielkreuz zurückgelegt wird. Um diese Daube bestehen im Prinzip virtuelle Kreise, an denen die einzelnen Stöcke und die Daube liegen. Die Stöcke erreichen unterschiedliche Punktzahlen.
Anders als beim Curling spielen die Mannschaften nicht abwechselnd. Es spielt immer die Mannschaft, deren bester Stock weiter von der Daube entfernt liegt. Hat eine Mannschaft keine Stöcke, spielen die anderen ihre Stöcke noch; erreichen diese das Feld nicht, gibt es Minuspunkte.
International ist Eisstockschießen in der International Federation Icestocksport organisiert. Seit 1951 gibt es Europameisterschaften. Eisstockschießen war zweimal Demonstrationswettbewerb bei den Olympischen Spielen.

## Kugelspiele
Kugelsportarten im engeren Sinn sind die in der Confédération Mondiale des Sports de Boules (CMSB) organisierten Sportarten. „Die C.M.S.B. wurde vom I.O.C. (Comité International Olympique) am 15. Oktober 1986 in Lausanne als Vertreter aller Kugelsportarten anerkannt.“
Als Sammelbezeichnung für alle Kugelspiele hat sich in Deutschland der Name Boule eingebürgert, obwohl sich dies streng genommen nur auf Boule Lyonnaise bezieht.

### Boule Lyonnaise

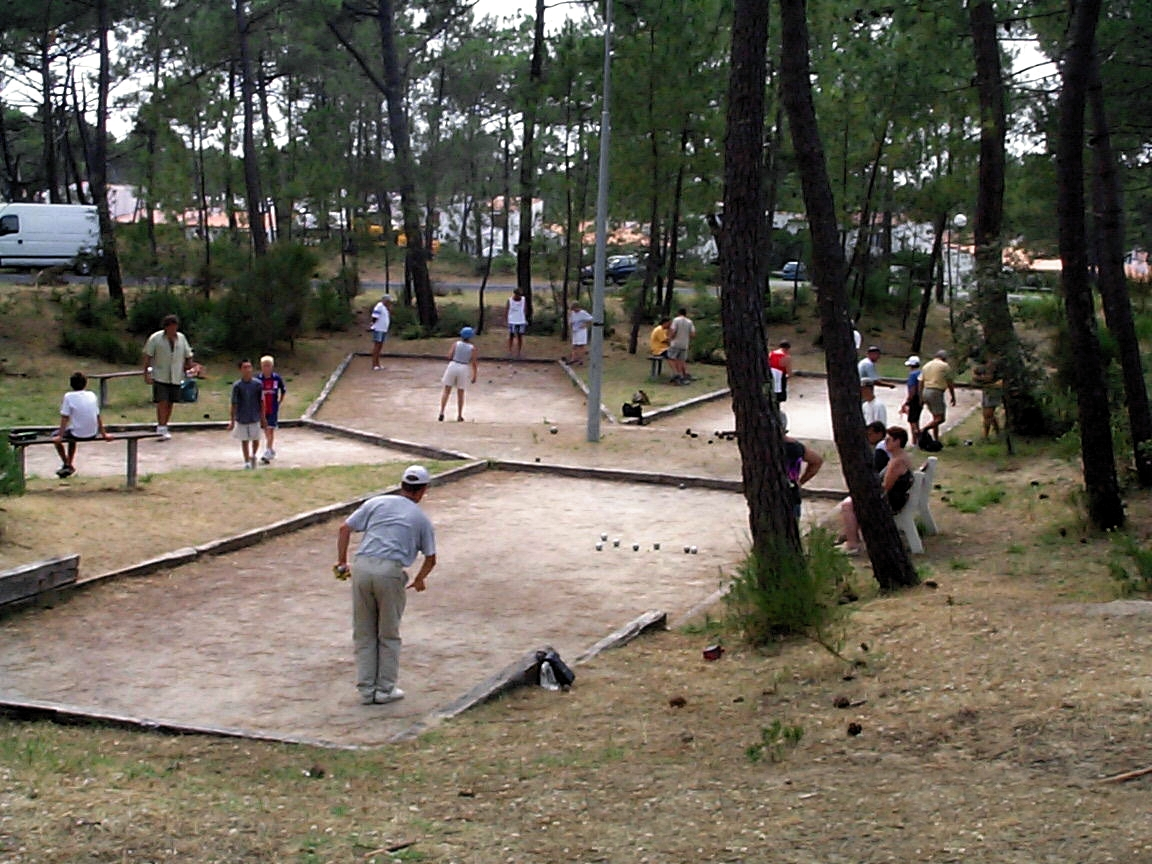
Öffentliches Boulodrome in La Palmyre/Frankreich

Von den auch international gespielten französischen Kugelspielen oder Boule-Spielen ist Boule Lyonnaise (oder Jeu National, Lyonnaise, Jeu Lyonnais, heute Sport-Boules genannt) das älteste. Es entstand Ende des 19. Jahrhunderts.
Das Spielfeld ist 27,50 Meter × 3,00 Meter. Es ist an den Enden mit Banden versehen und durch Linien unterteilt. Auch für die Schießdisziplinen gibt es Spielfelder.
Boule Lyonnaise wird in Formationen von 1 bis 4 Spielern gespielt. Es gibt auch in dieser Sportart den (angesagten) Schuss.
Auch hier werden die Kugeln, die am Ende einer Aufnahme näher an der Zielkugel liegen als die des Gegners als Punkte. Es wird bis 13 Punkte gespielt, es gibt aber auch ein Zeitspiel über 1:30 oder 2:00 Stunden.
Neben dem Mannschaftswettbewerb gibt es Schießwettbewerbe: Den Tir progessif (auch als Tir rapide en double, (Doppel) gespielt), bei dem es auch auf Schnelligkeit ankommt sowie die den Tir de précision, bei dem auf 11 sogenannte Bilder (in Felder gelegte Kugeln) geschossen wird.
In Deutschland ist der Deutsche Boule Verband Sektion Lyonnaise (DBLV), international ist die Fédération Internationale de Boules (F.I.B.) der Dachverband. Es gibt Welt- und Kontinentmeisterschaften, Boule Lyonnaise wird bei den World Games und bei den Mittelmeerspielen gespielt.

### Jeu Provençal
Jeu Provençal ist ein Ableger des Boule Lyonnaise. Es wird nach vereinfachten Regeln gespielt. Die Kugeln sind leichter und kleiner (siehe Tabelle Wettkampfkugeln). Der Spieler macht einen Schritt aus dem Abwurfkreis, muss aber die Kugel spielen, bevor er das zweite Bein nachzieht. Das Spielfeld ist 27,50 × 3,00 Meter. Es ist an den Enden mit Banden versehen und durch Linien unterteilt. Auch für die Schießdisziplinen gibt es Spielfelder. Jeu Provençal wird fast ausschließlich in Frankreich gespielt, obwohl die Sportart weltweit in der Fédération Internationale de Pétanque et Jeu Provençal organisiert ist.

### Pétanque

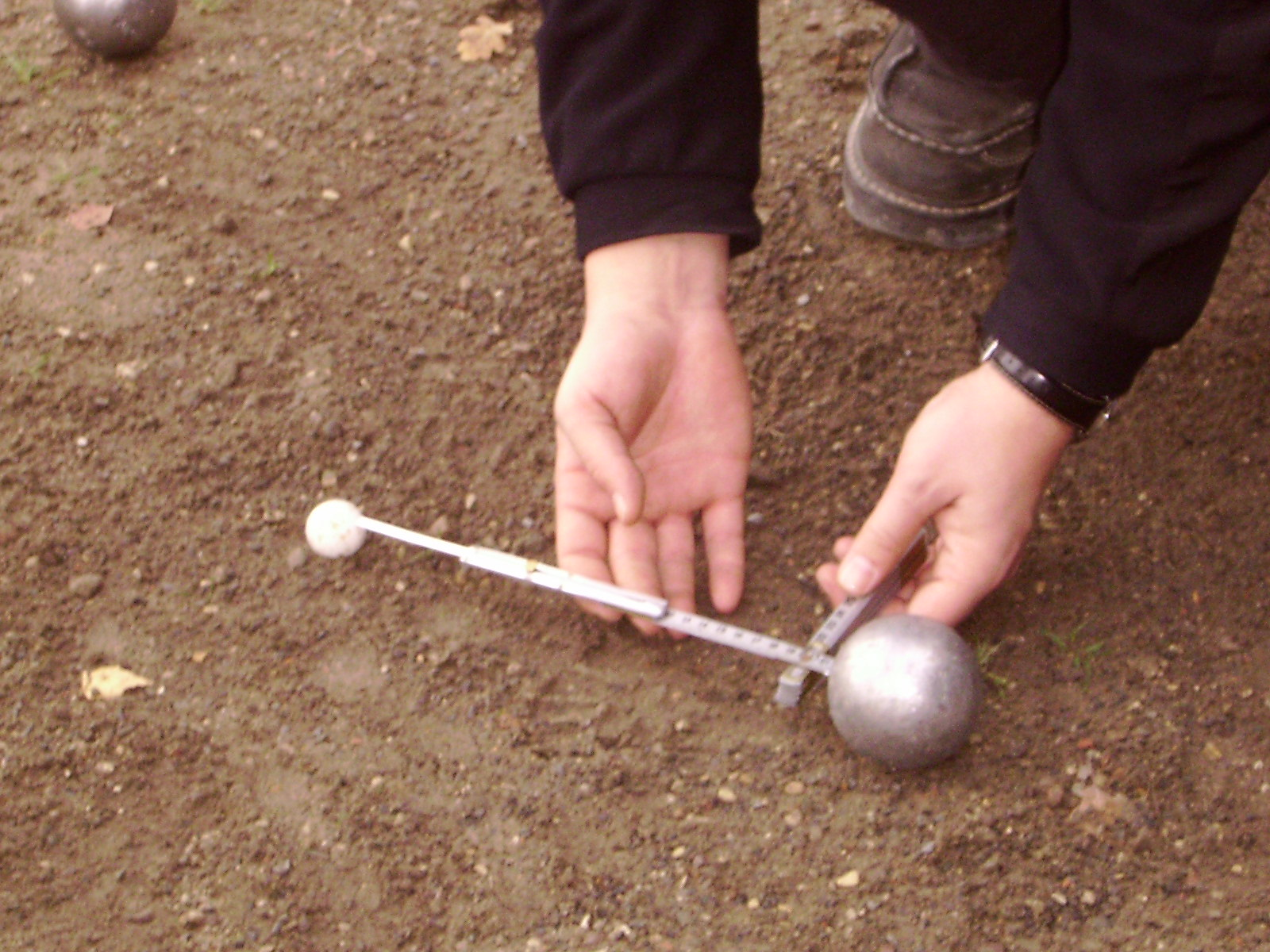
Messen mit der Tirette

Auch beim Pétanque wird versucht, mit möglichst vielen Kugeln näher an die Zielkugel (Cochonnet, Schweinchen, Sau etc.) zu gelangen als die gegnerische Mannschaft.
Beim Pétanque gibt es zunächst keine Vorgaben hinsichtlich des Geländes und der Wurfart. Zwingend vorgeschrieben ist der Abwurf aus einem Kreis von 35 bis 50 Zentimeter Durchmesser. Beim Wurf müssen beide Füße den Boden berühren. Die Zielkugel muss zwischen 6 und 10 m ausgeworfen werden, darf aber auf eine Entfernung zwischen 3 und 20 m vom Wurfkreis bewegt werden. Sie darf nicht auf verbotenes Gelände gelangen oder von etwas anderem als einer Spielkugel verdeckt werden (näheres siehe Pétanque).
Es dürfen, müssen aber keine Spielfelder angelegt werden, für die dann aber bestimmte Regeln gelten (siehe Boulodrome). Auch für die Kugeln und Zielkugeln gibt es vorgeschriebene Durchmesser und Gewichte (siehe dazu Wettkampfkugeln).
Es gibt zwar sinnvolle, aber keine vorgeschriebenen Wurftechniken. Die Kugeln darf gerollt oder geworfen werden. Bereits liegende Kugeln oder die Zielkugel dürfen durch andere Kugeln bewegt werden. Ein Schuss muss nicht angesagt werden. Er kann als Flachschuss (raffeln) ausgeführt werden, was Puristen aber ablehnen. Wenn der Schuss kurz vor der zu treffenden Kugel auftrifft, spricht man von einem devant-Schuss (fr: devant= davor). Einen direkt treffenden Schuss wird au fer (auf Eisen). Ein besonderer Schuss ist ein Carreau (fr. Kachel, Karo). Dabei bleibt die eigene Kugel in unmittelbarer Nähe der weggeschossenen Kugel liegen, beim Carreau sur place bleibt die Kugel am Platz der weggeschossenen Kugel liegen.
Auch Pétanque wird in Aufnahmen gespielt. Es gibt eine Zeitregel. Danach muss ein Wurf eine Minute nach der Feststellung, wer den nächsten Wurf auszuführen hat, ausgeführt werden. Werfen muss immer die Formation, die nicht näher an der Kugel liegt. Hat eine Mannschaft keine Kugeln mehr, wirft die andere Mannschaft ihre restlichen Kugeln.

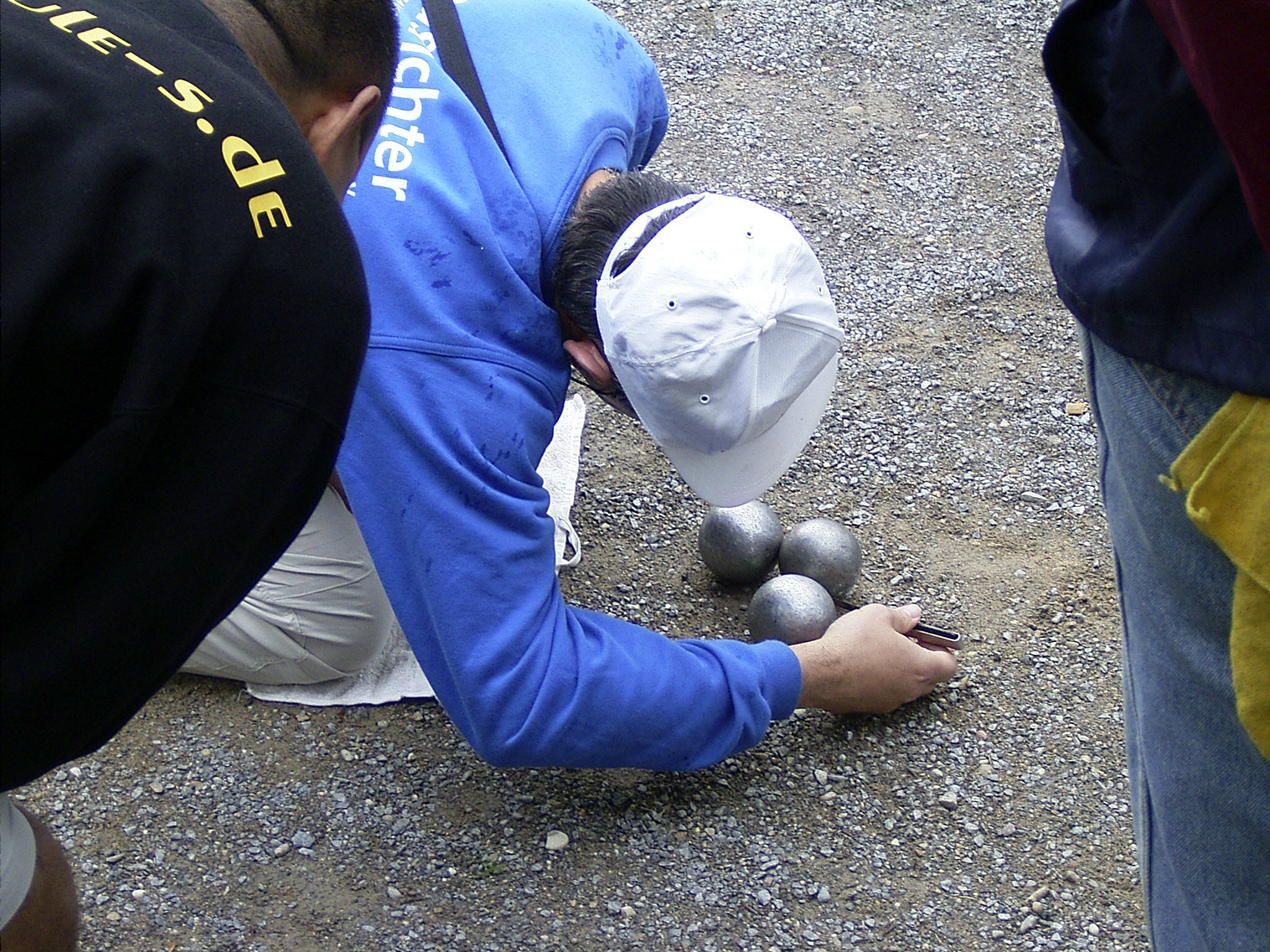
Messen mit dem Zirkel

Ist nicht ohne Messen feststellbar, welche Mannschaft die bessere Kugel am Boden hat, wird zunächst durch die beteiligten Mannschaften gemessen. Kommen diese nicht zu einem Ergebnis, können sie einen Schiedsrichter zum Messen herbeirufen.
Zum Messen werden neben einem Bandmaß ein Tirette oder ein Zirkel benutzt. Ein Tirette ist eine Art Zollstock, der eine herausschiebbare Zunge hat.
Grundsätzlich wird 13 Punkte gespielt. In Vorrunden kann bis 11 Punkte gespielt werden, bei Finalspielen (z. B. bei der Weltmeisterschaft) wird mitunter bis 15 gespielt.
Die Präzision beim Pétanque weicht ein wenig von der bei den anderen Kugelsportarten ab. Dies liegt auch an der meist sehr unregelmäßigen Beschaffenheit des Bodens.
Der Deutsche Fachverband ist der Deutsche Pétanque Verband (DPV), der österreichische der Österreichische Pétanque Verband (ÖPV) und der Schweizer der Fédération Suisse de Pétanque (FSP). Alle drei Verbände sind Mitglied der Fédération Internationale de Pétanque et Jeu Provençal FIPJP. Pétanque wird bei Worldgames und bei den Mittelmeerspielen gespielt. Siehe auch Pétanque-Wettbewerbe.

### Regionale Sportarten
Es gibt unter anderen folgende regionale Boule-Spielarten:
- Boule-en-Bois
- Boule-de-Fort
- Boule des Berges
- Boule bretonne

### Boccia
Das aus Italien stammende Boccia wurde in Deutschland durch den ehemaligen Bundeskanzler Konrad Adenauer bekannt, der in Wochenschauen beim Bocciaspielen gezeigt wurde. In der Folge kamen Plastikkugeln auf.
Wie bei den meisten Kugelspielen zählen die eigenen Kugeln, die am Ende eines Spielsatzes (Aufnahme) näher am Palino liegen als die Gegners als Punkte.
Anders als in der Freizeitvariante (siehe Boule-Spiel) wird Boccia nicht auf Rasen, sondern „auf ebenem und perfekt nivellierten Boden gespielt, eingeteilt in vorschriftsmäßigen Bahnen, abgegrenzt durch Umfassungsbretter aus Holz oder andere nicht metallische Materialien. Die Höhe beträgt 25 Zentimeter, mit einer Toleranzgrenze von ±2 Zentimeter.“.
Die Bahn ist 26,50 m lang und 4,50 m breit. Sie ist in Abschnitte unterteilt.
Im Unterschied zum Bowls, Curling und Stockschießen wird Boccia nicht ausschließlich flach gespielt, sondern es kommen dreidimensionale Würfe, der Raffa und der Volo hinzu. Diese Würfe müssen angesagt werden, sonst sind sie ungültig. Außerdem müssen sie innerhalb bestimmter Zonen im Feld den Boden berühren oder die anvisierte Kugel direkt treffen. Ein Spiel ist beendet, wenn eine Mannschaft 15 Punkte hat. Es wird Einzel, Doppel und Dreier gespielt.
Beim Boccia kommen zu den bereits unter Bowls genannten präzisen Platzierungen und Treffern das präzise Treffen von Feldzonen oder der anvisierten Kugel bei den Schuss-Varianten Raffa und Volo.
Der Boccia Bund Deutschland e. V. gehört dem Deutschen Boccia-, Boule- und Pétanque-Verband an. International ist Boccia in der Confederazione Boccistica Internationale. Es werden Europa- und Weltmeisterschaften gespielt, Boccia ist auf den Mittelmeerspielen vertreten.

### Bowls

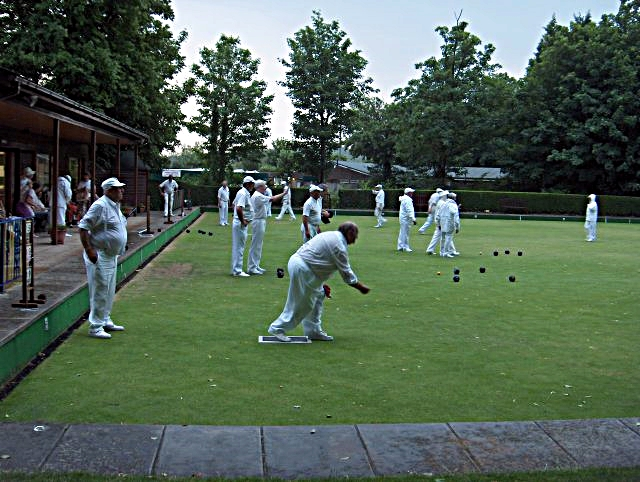
Bowlsspieler in Aktion

Das aus England stammende Bowls ähnelt dem bekannteren Boccia. Es gibt Markierungen und Begrenzungen auf den Spielfeldern. Das Ziel ist eine bewegliche Zielkugel, die Jack oder Kitty genannt wird. Eine weitere Besonderheit ist eine kleine Matte (Mat), auf der der Spieler beim Abwurf der Kugeln stehen muss.
Sowohl die Zielkugel als auch die gegnerischen Kugeln dürfen bewegt und aus dem Spielfeld entfernt werden. Nach bestimmten Regeln wird der Jack auf die Mittellinie zurückgelegt. Auch beim Bowls zählen die Kugeln, die näher am Jack zu liegen kommen als die des gegnerischen Teams bzw. des gegnerischen Einzelspielers. Es werden oft mehrere Sätze und bei Gleichstand ein Tie-Break gespielt. Hauptdisziplin im Bowls ist das Einzel. Aber es gibt auch Zweier-, Dreier- und Vierer-Teams.
Auch beim Bowls ist die präzise Platzierung der eigenen Kugel, das präzise Treffen bereits platzierter Kugeln sowie das Treffen der Zielkugel ein wichtiger Faktor des Spiels.
International ist Bowls in der World Bowls Ltd organisiert; diese nimmt an den Commonwealth Games teil. Die Worlds Bowls Ltd. gehören seit dem 2. September 2003 der Confédération Mondiale des Sports de Boules an.

## Kegelsport
Die Ziele sind 9 bzw. 10 Kegel (bzw. Pins) die (in der Regel) mit zwei Wurf umgeworfen bzw. abgeräumt werden müssen. Dabei wird versucht, die Kugel bzw. den Ball so zu werfen, dass eine oder mehrere Kegel so getroffen werden, dass durch eine Kettenreaktion weitere Kegel fallen. Kegeln wird sowohl als Freizeitbeschäftigung als auch als Sportart betrieben.

### Kegeln
Ziel beim Kegeln (im engeren Sinne) ist es, mit einer gerollten Kugel neun Kegel umzuwerfen. Die Kegel sind am Ende einer Bahn in Form eines Karos angeordnet. Es gibt drei unterschiedliche Bahntypen: Asphaltbahn (Classicbahn), Bohlenbahn und Scherenbahn. Für alle Bahnen gibt es Meisterschaften.
Bei Wettkämpfen wird eine festgelegte Anzahl an Würfen in die Vollen und zum Abräumen gespielt. Beim Abräumen wird so lange auf die verbleibenden Kegel gespielt, bis diese auch getroffen wurden (z. B. fallen mit dem 1. Wurf vier Kegel, muss man auch die anderen fünf treffen um wieder auf alle neun spielen zu können). Jeder umgeworfene Kegel zählt einen Punkt. Die Größe und das Gewicht der Kugeln (siehe Wettkampfkugeln) sowie der Kegel sind vorgeschrieben. Für das Freizeitspiel gibt es eine Reihe von weiteren Varianten.
Neben den Kegelclubs, die regelmäßig in Gaststätten spielen und keinem Verband angehören, gibt es verschiedene Verbände, die nationale, Kontinent- und Weltmeisterschaften austragen. Kegeln war Disziplin bei den World Games 2005 in Duisburg.
Die deutschen Sportkegler sind im Deutschen Kegler- und Bowlingbund (DKB) organisiert. In Österreich ist der Österreichische Sportkegel- und Bowling-Verband (ÖSKB), in der Schweiz und in Liechtenstein der Schweizerische Sportkegler-Verband (SSKV) Dachverband aller Sportkegler des Landes. In Belgien, das teilweise deutschsprachig ist, haben sich die Sportkegler zum Königlich-Belgischen Keglerverband (KBKV) zusammengefunden. Der Weltverband ist die Fédération Internationale des Quilleurs (FIQ).

### Bowling

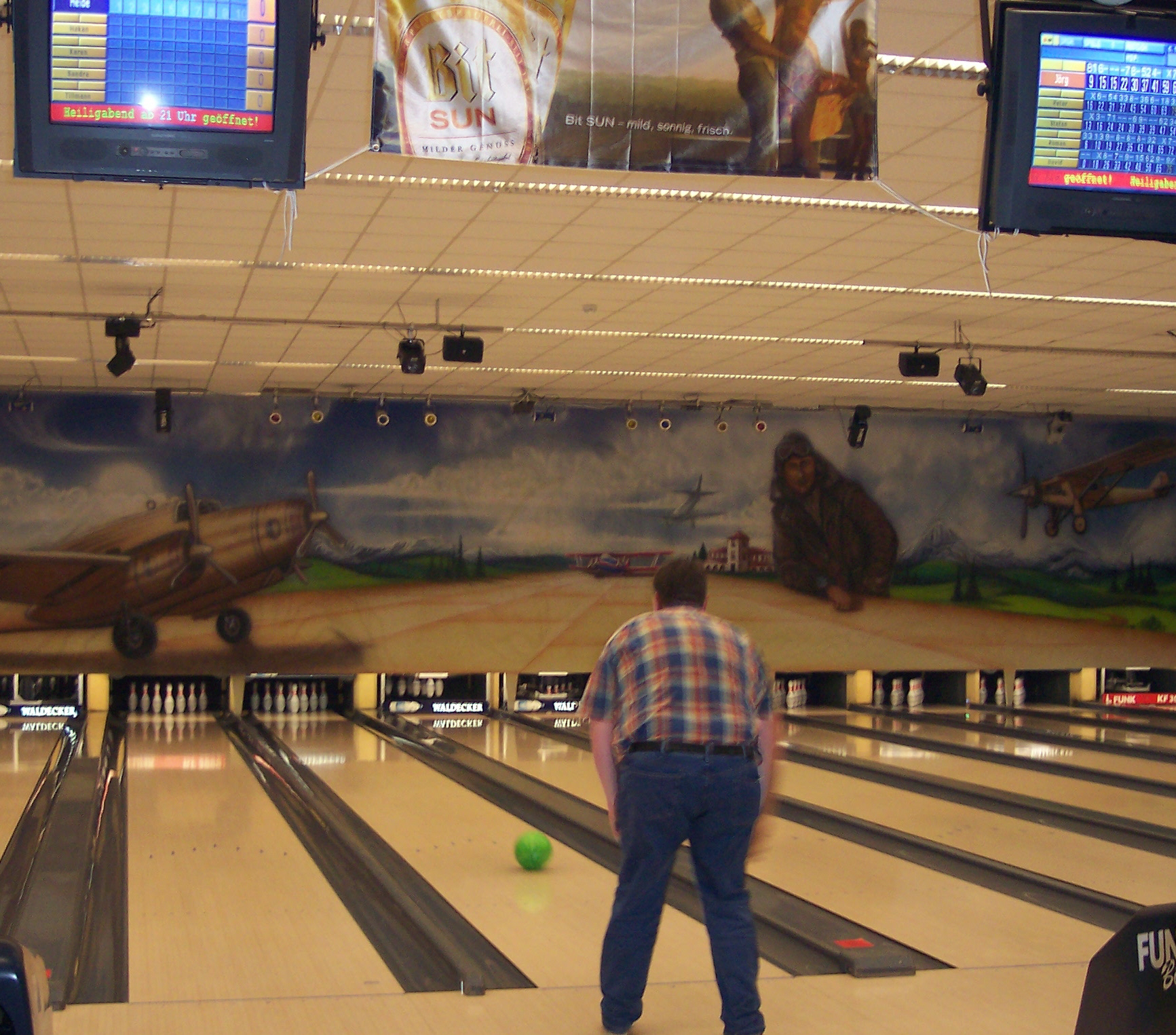
Bowlingbahn in Höxter (NRW)

Bowling ist eine besondere Kegelsportart, die in den USA entstanden ist. Auch hier wird auf Kegel (Pins genannt) geworfen, wobei der Wurf eher ein Rollen ist. Im Gegensatz zu den anderen Kegelsportarten werden hier 10 Pins zu einem Dreieck angeordnet, wobei eine Spitze zum Spieler zeigt. Auch hier gibt es maximal zwei Würfe zum Abräumen. Fallen beim ersten Wurf alle Pins, ist dies ein Strike, fallen sie beim zweiten Wurf, ist dies ein Spare. Bei einem Strike werden die beiden nächsten Würfe, bei einem Spare der nächste Wurf zum Wurfergebnis (10 Punkte) hinzugezählt. Anders als beim Kegeln gibt es im Breitensport keine andere Disziplinen bzw. Spiele.
Der Bowlingball (wie das von Laien fälschlich Bowlingkugel genannte Sportgerät richtig heißt) hat ebenso vorgeschriebene Maße (siehe dazu Wettkampfkugeln) wie die Pins und die Bahn. Der Bowlingball hat im Gegensatz zur Kegelkugel meistens drei Fingerlöcher.
Der Bowling-Weltverband ist die World Tenpin Bowling Association, die Deutschen Bowling Union ist Mitglied im Deutschen Kegler-Bund. Bowling war Disziplin bei den World Games 2005 in Duisburg.

## Billard
Beim Billard (ˈbɪljaʁt) werden Billardkugeln mit Hilfe eines Queues und der weißen Kugel auf einem Billardtisch gespielt. Zwei Personen oder Teams spielen gegeneinander. Billard wird in Aufnahmen gespielt. Solange ein Spieler punktet, darf er weiter spielen.
Die weiße Kugel muss mit dem Queue möglichst präzise angestoßen werden, sodass sie weitere Kugeln so trifft, dass diese weitere Karambolagen erzeugen oder vermeiden, eine oder mehrere Banden treffen, am bestimmten Plätzen liegen bleiben bzw. in (bestimmte) Taschen fallen. Es gibt mehrere Billardvarianten. In Gaststätten wird Billard oft als Freizeitbeschäftigung betrieben.

### Poolbillard

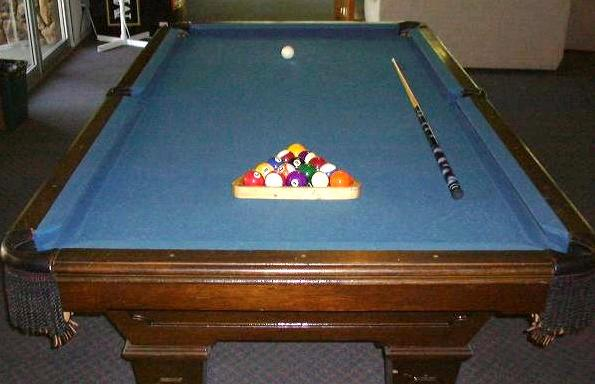
Pooltisch mit Zubehör

Poolbillard ist eine Variante des Billard und wird mit einem Spielball (die Weiße) und einer bestimmten Anzahl an Objektbällen (die Farbigen) gespielt. Der Spielball darf als einzige Kugel direkt mithilfe des Queues gespielt werden. Innerhalb des Poolbillards unterscheidet man noch einmal zwischen zahlreichen Varianten, von denen 8-Ball, 9-Ball und 14 und 1 endlos die bedeutendsten sind.

### Snooker
Snooker ist eine Variante des Billards, bei der mit speziellen Queues auf einem Snookertisch gespielt wird. Das Spielprinzip besteht darin, 15 rote und sechs andersfarbige Bälle (die Farbigen) mit dem weißen Spielball nach bestimmten Regeln in die Taschen zu versenken.

### Karambolage

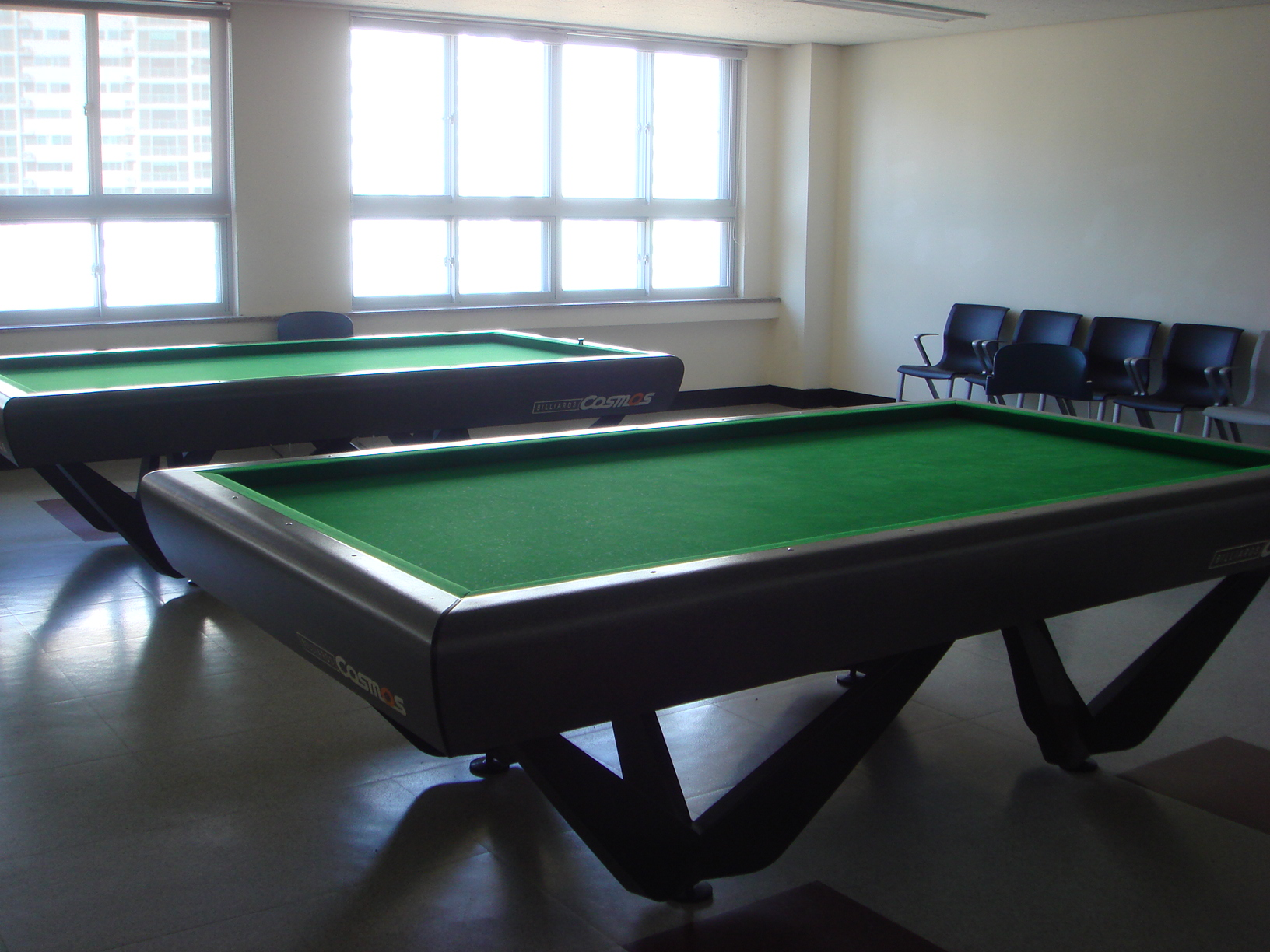
Carambolagetisch

Karambolage ist der Überbegriff einer Billard-Variante, die mit drei Kugeln gespielt wird. Die Kugeln werden im Fachjargon auch Bälle genannt, sie haben die Farben Rot, Weiß und Gelb. Alternativ wird mit einer roten und zwei weißen Kugeln gespielt, von denen eine mit einem Punkt markiert ist. Im Gegensatz zum Poolbillard oder Snooker werden hier keine Kugeln in Taschen versenkt, der Tisch hat keine Löcher.

### Kegelbillard
Beim Kegelbillard müssen mit dem Spielball möglichst viele Kegel umgeworfen werden. Als Spieltisch wird ein kleinerer Billardtisch mit den Maßen 180 Zentimeter × 90 Zentimeter verwendet. In der Mitte des Tisches werden 5 Kegel aufgestellt. Das Spiel wird mit 3 Bällen gespielt, wobei die Farbe egal ist, da jeder Ball als Stoßball genutzt werden kann.

### Russisches Billard

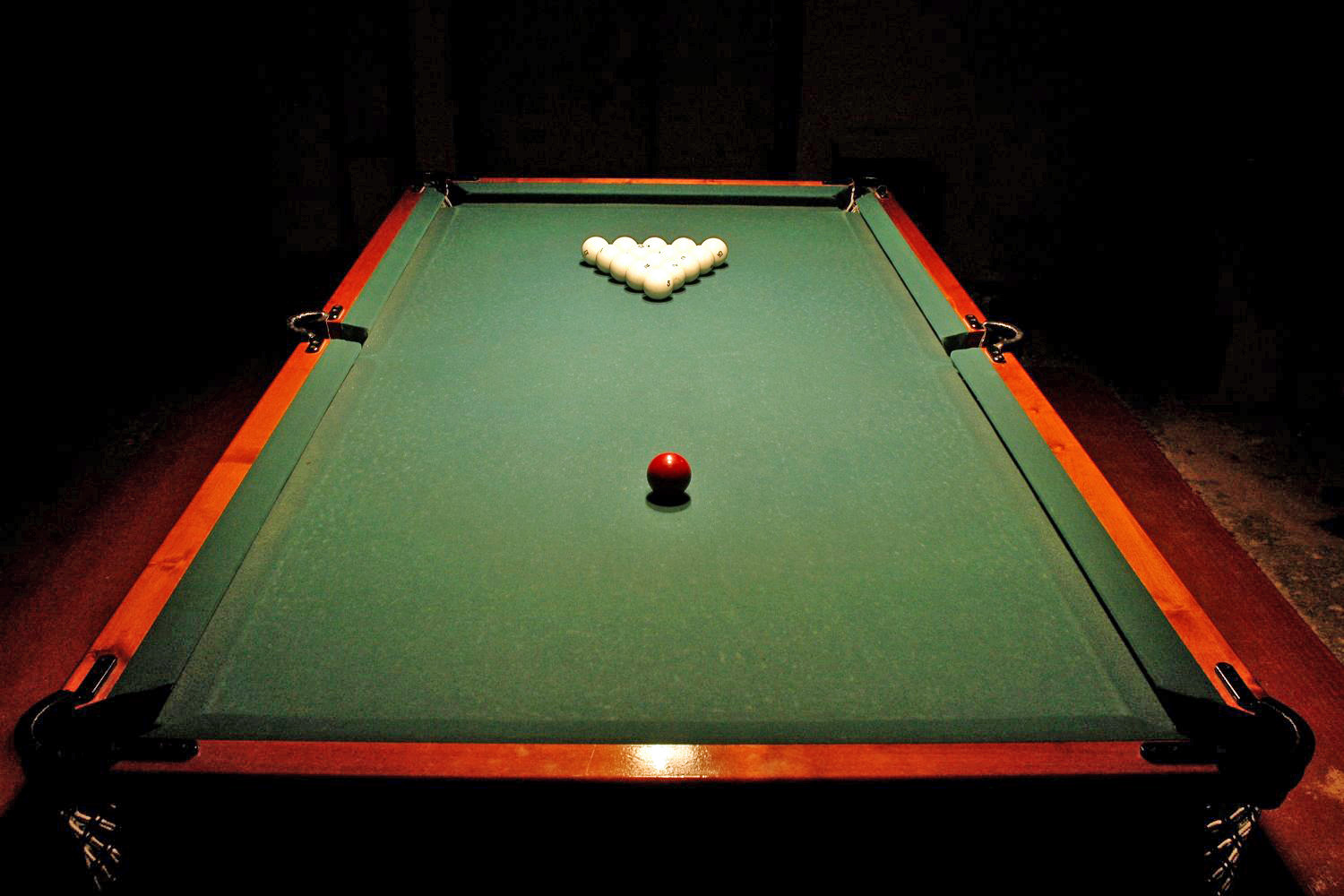
Tisch für russisches Billard

Russisches Billard ist ein Billardvariante, die in Russland populärer als jede andere Billardvariante ist, jedoch außerhalb Russlands kaum bekannt ist. Gespielt wird auf einem Tisch von der Größe eines Snooker-Tisches mit 15 Kugeln, die mit 68 mm Durchmesser noch größer sind als Karambolage-Kugeln. Um den Schwierigkeitsgrad zu erhöhen, sind die Taschen des Tisches so geschnitten, dass mit 78 mm Breite auf beiden Seiten einer zu versenkenden Kugel nur 5 mm Platz sind.

### Sportliche Organisation und Wettbewerbe
Billard ist seit 1998 eine anerkannte olympische Sportart, gehört aber nicht zum olympischen Programm. Der Weltdachverband des Billardsports WCBS wird in seinen Bemühungen um Aufnahme in das olympische Programm von der ARISF (Association of IOC Recognised International Sports Federations) gegenüber dem IOC vertreten. Bei den World Games 2001 in Akita und 2005 in Duisburg und bei den Asienspielen 2002 in Busan war Billard im Programm.

## Golfsportarten
Allen Golfsportarten ist gemein, dass mit einem Schläger ein Golfball durch einen Parcours aus mehreren Bahnen, an deren Ende sich jeweils ein Ziel befindet, bewegt wird. Die Anzahl der Schläge, die bis zum Einlochen benötigt werden, sind in allen Golfsportarten die Grundlage für die Wertung.
Zumindest beim eigentlichen Golf, dem Swingolf und dem Cross-Golf unterscheidet sich die erforderliche Konzentration und Körperbeherrschung nicht wesentlich von anderen Sportarten. Auch der Fußballer muss beim Torschuss oder beim Pass relativ präzise treffen, um das gewünschte Resultat zu erzielen. Beim Baseball oder anderen Sportarten, bei denen mit einem Schläger ein Ball zu treffen ist, ist ebenfalls eine hohe Präzision notwendig. Beim Putten ist eine Präzisionskomponente gegeben.
Während bei Golf und Swingolf weite Distanzschläge nötig sind, gelten Bahnen- bzw. Minigolf als reine Präzisionssportarten.

### Golf

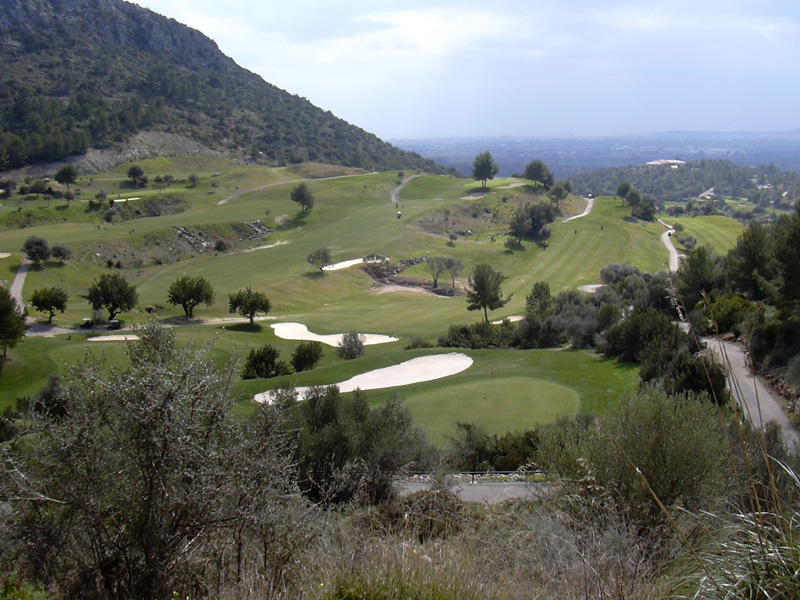
Einige Spielbahnen des Golfplatzes Son Termens, Mallorca

Beim Golf ist das Ziel, einen Ball (mindestens 42,67 mm Durchmesser, Gewicht höchstens 45,93 Gramm) mit möglichst wenigen Golfschlägen von einer als Abschlag bezeichneten Fläche in Übereinstimmung mit den Golfregeln in ein 10,8 Zentimeter durchmessendes und in der Regel mehrere hundert Meter entferntes, kreisrundes Loch zu spielen. Ein Golfplatz umfasst in der Regel 18 Spielbahnen, die insgesamt über 7.000 Meter lang sein können.
Für jede Spielbahn (auch „Loch“ genannt) ist ein sogenanntes Par definiert. Dieser Wert steht für die Anzahl an Schlägen, die ein sehr guter Spieler (Scratchgolfer) braucht, um den Ball vom Abschlag in das Loch zu spielen. Bei der Berechnung des Par für eine Spielbahn wird immer davon ausgegangen, dass zwei Putts auf dem Green ausgeführt werden.
Eine Spielbahn besteht aus dem Abschlag, dem Fairway und dem Grün, in dem sich das Loch befindet.
Der Amateur-Golf-Sport ist in der International Golf Federation organisiert, der Weltmeisterschaften austrägt.

### Swingolf

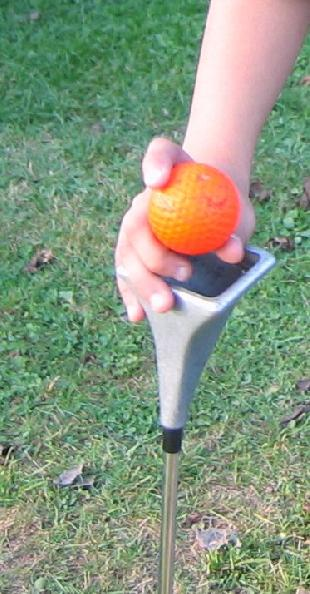
Swingolf-Ball

Während der klassische Golfsport besonders unter dem aufstrebenden englischen und schottischen Bürgertum des 19. Jahrhunderts entwickelt wurde, stammt Swingolf aus Frankreich. Grundidee ist die Vereinfachung: Es gibt nur einen Schläger, keine Aufschüttungen oder Abgrabungen, natürliche Gegebenheiten werden genutzt, auf Pestizide und Bewässerung wird verzichtet. Der Ball fliegt aufgrund seiner Materialeigenschaften und Größe (Hartgummi, 5 Zentimeter Durchmesser, 50 g Gewicht) im Vergleich zum Golfball nur halb so weit, Distanzschläge sind somit begrenzt. Dies verringert Verletzungsrisiken und auch die erforderliche Anlagengröße so weit, dass dieser Sport selbst in Kurparks ausgeübt werden kann. Swingolf wird daher vielfach auch als Einstiegsvariante des klassischen Golf betrachtet.
Deutschlandweit ist Swingolf im Swingolf-Dachverband (SgDv) organisiert, auf europäischer Ebene besteht eine Zusammenarbeit nationaler Verbände, über die auch Europameisterschaften organisiert werden.

### Minigolf, Bahnengolf
Zur begrifflichen Unterscheidung von Minigolf und Bahnengolf siehe unter den entsprechenden Artikeln.
Minigolf wird auf 18 Bahnen gespielt. Sie sind 12 m lang und 1,25 m breit, mit Ausnahme der ca. 25 m langen Weitschlagbahn. Die Piste ist aus Beton und wird durch Flacheisen- bzw. Rohrbanden begrenzt; sie darf bei ruhendem Ball betreten werden.
Das Ziel ist es jeweils, den Ball mit Hilfe des Schlägers mit möglichst wenigen Schlägen in das Loch zu bewegen. Das ist an den Bahnen aller genormten Systeme theoretisch mit einem einzigen Schlag, einem Ass, möglich. Die Bahnen unterscheiden sich durch unterschiedliche Hindernisse in ihrem Schwierigkeitsgrad, sind aber in ihrer Reihenfolge und Art auf allen Plätzen ähnlich.

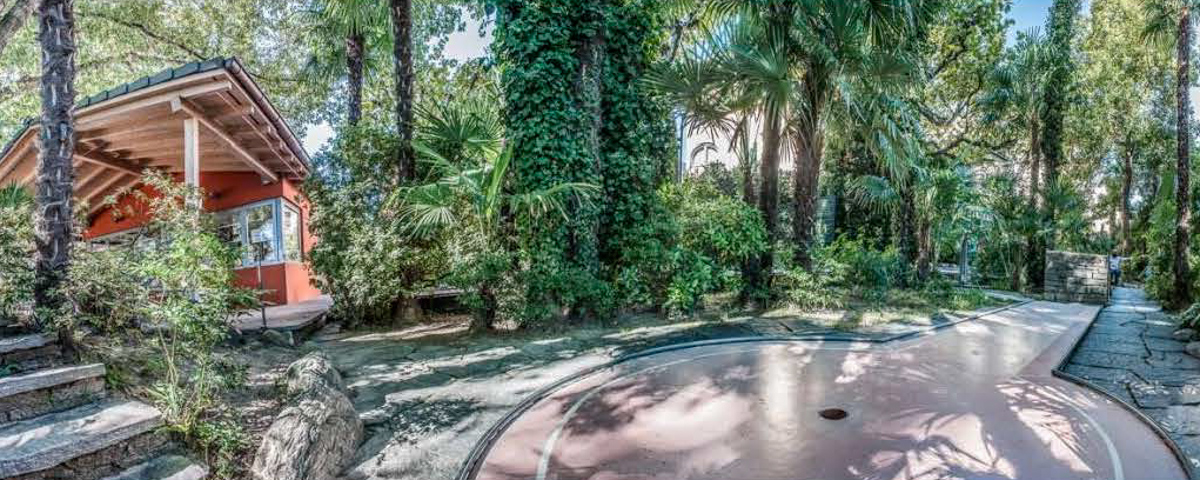
Älteste normierte Minigolfanlage (System Bongni) in Ascona, eröffnet 1954

Im Gegensatz zum Golf benutzt man in der Regel nur einen Schläger. Dieser ist einem Putter nicht unähnlich, hat aber auf der Schlagseite ein bis zu 2 Zentimeter starkes Schlaggummi, um Bälle z. B. anschneiden zu können. Außerdem gleicht das Gummi die Unterschiede der unterschiedlichen Bälle beim Schlag aus (weiche, „tote“ Bälle würden sonst am Schläger „hängen“bleiben, während harte schnelle Bälle fast von alleine „wegspringen“ würden) und erlaubt ein gezielteres Spielen über lange Distanzen, weil der Impuls besser auf den Ball übertragen wird. Weites Ausholen und kräftiges Schlagen führt leicht zum Verreißen und zu unkontrolliertem Lauf des Balls. Höchstens für den Weitschlag (Bahn 7, System Beton) wird von vielen Spielerinnen und Spielern ein anderer Schläger benutzt. Viele Profispieler benutzen allerdings für Miniaturgolfbahnen einen schrägeren Putter als für Minigolfbahnen, weil jene nicht betreten werden dürfen.
Vor allem Vereinsspieler besitzen sehr viele Bälle mit unterschiedlichsten Eigenschaften, Spitzenspieler (Bundesliga) etwa 100 bis 300 Bälle. Diese unterscheiden sich in Größe, Gewicht, Härte, Oberfläche, Farbe und besonders in der Sprunghöhe.
Die Größe liegt zwischen 37 und 43 mm Durchmesser und Unterschiede ergeben sich in der Laufruhe und im Bandenverhalten an den Banden.
Das Gewicht liegt zwischen 30 und 150 Gramm. Schlagstärke und Zugverhalten bei schiefen und welligen Bahnen, aber auch die Laufruhe sind bei unterschiedlichem Gewicht variabel.
Weltweit ist Minigolf in der World Minigolf Sport Federation (WMF) organisiert, die u. a. Weltmeisterschaften austrägt.

### Anlagenungebundene Golfvarianten
- Crossgolf
- Discgolf, Frisbeegolf
- Bürogolf

## Croquet

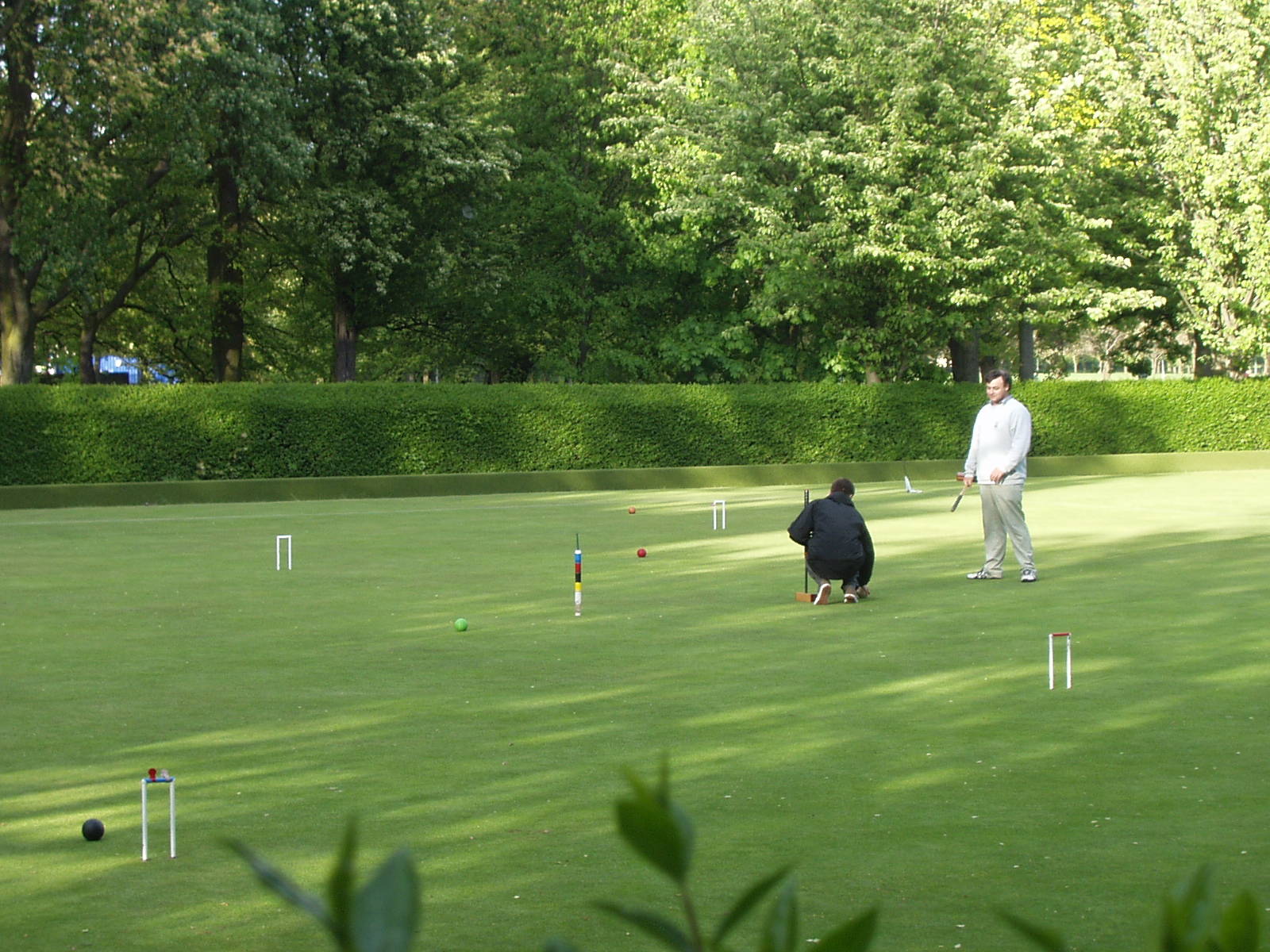
Croquetclub in Edinburgh, Schottland

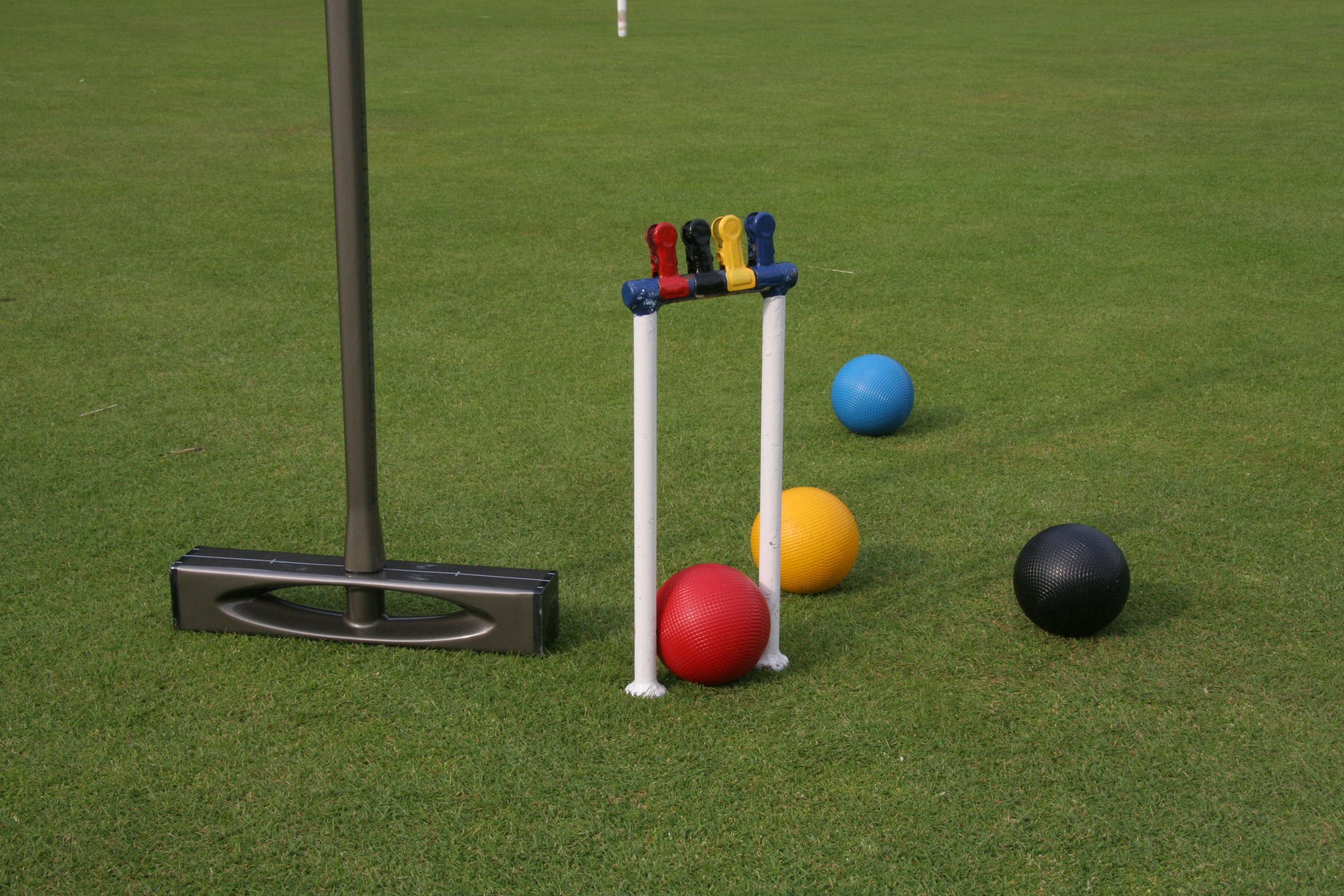
Moderne Croquet-Ausrüstung.

Croquet oder Crocket bzw. Krocket (diese Schreibweisen kommen in der deutschsprachigen Literatur vor) ist eine Sportart, bei der es das Ziel ist, markierte Holzkugeln mit Schlägern durch Tore (U-förmig gebogene Drahtbügel) in vorgegebener Reihenfolge und Richtung von einem Abschlagstab beginnend um einen Wendestab zu einem Zielstab zu stoßen. Wer ein Tor passiert oder eine gegnerische Kugel abseits gestoßen („krockiert“) hat, bleibt am Schlag. Wer zuerst die Bahn durchlaufen hat, wird Sieger. Vom Rasenspiel Crocket ist das auf dem Hartplatz gespielte Roque zu unterscheiden. Beide Spiele haben sich aus dem im 16. und 17. Jahrhundert beliebten Pall Mall entwickelt, bei dem die Holzkugeln mit dem Ball-Holzhammer (Mallet) geschlagen wurden. Das präzise Treffen von bestimmten Teilen der Kugeln mit dem Schläger ist ausschlaggebend für den Erfolg. Croquet wird auch als Freizeitvariante, als Geschicklichkeitsspiel betrieben.
Croquet ist weltweit in der World Croquet Federation organisiert, es werden Wettkämpfe ausgetragen. Diese Sportart war bereits 1900 olympische Disziplin, und der ehrwürdige All England Lawn Tennis and Croquet Club zu Wimbledon hat auch das Wort Croquet in seinem offiziellen Namen.
Als historische Vorläufer gelten Paille-Maille und das Passspiel (historisch).

## Castingsport
Castingsport ist eine Disziplin des Angelsports. Es bezeichnet den Weitwurf oder das Zielwerfen mit an der Angelschnur bzw. der Angelrute befestigten Ködern (Fliegen) oder Gewichten. Castingsport ist in der International Casting Sport Federation – ICSF organisiert und war Disziplin bei den World Games.

## Geschicklichkeitsspiele

### Shuffleboard

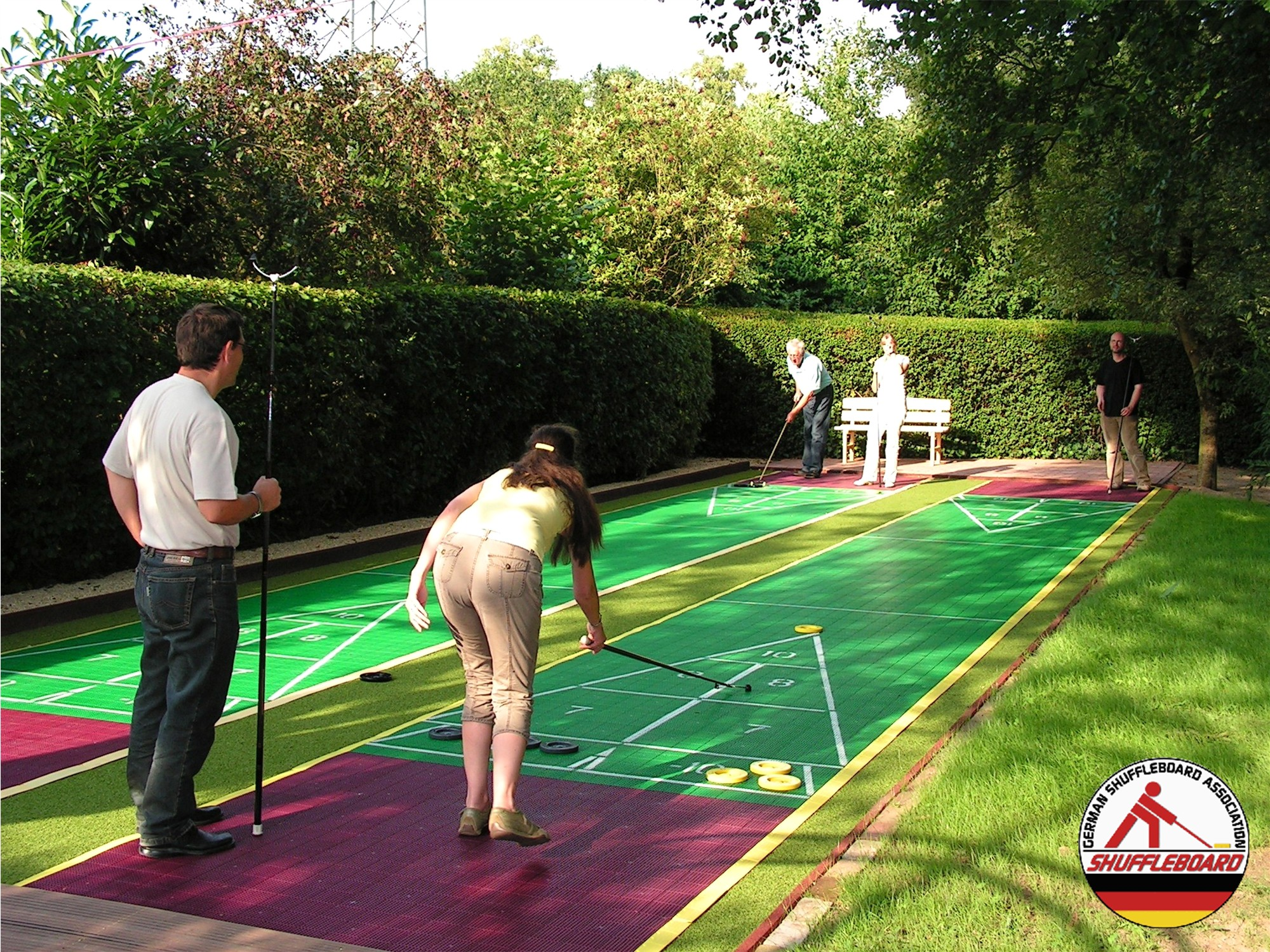
Shuffleboard

Beim Shuffleboard [ˈʃʌflˌbɔːrd] spielen zwei Spieler gegeneinander. Sie müssen mit Hilfe eines Cues, einer Art „Schieber“, eine bestimmte Anzahl Disks (runde Scheiben) so auf die gegenüberliegende Seite eines rechteckigen Spielfeldes spielen, dass dort die eigenen Disks auf möglichst hohen Punktefeldern liegen bleiben. Shuffleboard ist insbesondere in vielen Hotelanlagen in südlichen Urlaubsgebieten sowie auf Kreuzfahrtschiffen als Freizeitaktivität beliebt und dadurch auch im deutschsprachigen Raum bekanntgeworden.

### Murmelspiel
Das Murmelspiel, bei dem es ebenfalls um das Einlochen von Kugeln in Löcher oder um das möglichst nahe Platzieren von Murmeln an einer Wand oder an anderen Murmeln geht, ist als Geschicklichkeitsspiel einzuordnen, insbesondere wenn es auf unebenem Untergrund in Hocken stattfindet. Wobei auch hier Wettkämpfe und sogar Welt- und Europameisterschaften ausgetragen werden.

### Fahnenjagen, Tent pegging

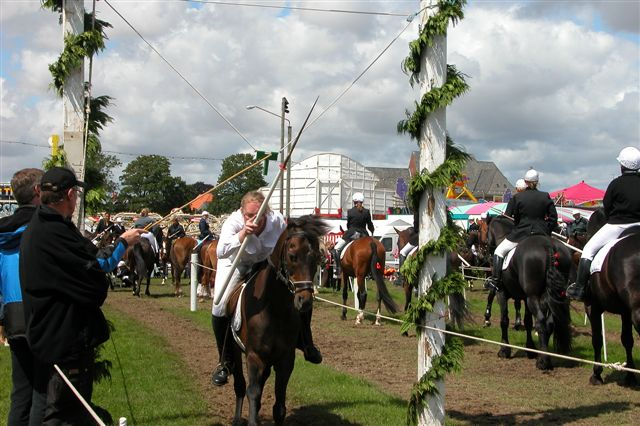
Ringreiten in Sonderburg

Im Braunschweiger Raum (z. B. in Schapen) ist das Fahnenjagen heimisch. Dabei wird auf einem Pferd reitend versucht, mit einer Lanze einen kleinen Ring zu treffen. Im übrigen Norddeutschland und im südlichen Dänemark ist dies als Ringreiten oder Ringstechen bekannt. Eine ähnliche Sportart ist Tent pegging.

### Geschicklichkeitsspiele auf unbewegliche und bewegliche Ziele
- Kubb (Geschicklichkeitsspiel, bei dem mit Wurfhölzern auf Spielhölzer geworfen wird)
- Mölkky (Geschicklichkeitsspiel, bei dem mit Wurfhölzern auf Spielhölzer geworfen wird)
- Jeu de palets (galoche bigoudène)
- Bootschen
- Hufeisenwerfen oder Hufeisenspiel (Horseshoe Pitching; in Nordamerika)
- Tejo
- Quoits (eine Klasse von Wurfringspielen)
- Leitergolf (zwei durch ein Seil verbundene Kugeln werden auf drei Sprossen unterschiedlicher Wertigkeit geworfen; im englischsprachigen Raum als Ladder toss bekannt)
- Pit-Pat (auf Tischen gespielte Mischung aus Minigolf und Billard)
- Jakkolo, auch Sjoelen genannt

Die genannte Spiele sind allerdings eher Geschicklichkeitsspiele als Präzisionssportarten.

## Übersicht
| Sportart                                                        | Hilfsmittel                                   | Gewertetes Gerät                  | Ziel(e)                                                                             | Verbände | Wettbewerbe                                                                |
| --------------------------------------------------------------- | --------------------------------------------- | --------------------------------- | ----------------------------------------------------------------------------------- | --- | -------------------------------------------------------------------------- |
| Billard Kegel-Billard Karambolage Pool Snooker                  | Queue                                         | Ball Kugel                        | Kegel/Bälle Bälle/Bande Kugeln/Taschen                                              | World Confederation of Billiard Sports                                                                                                  | World Games                                                                |
| Boccia                                                          | –                                             | Kugel                             | Zielkugel Palino                                                                    | Confederazione Boccistica Internationale                                                                                                | Mittelmeerspiele                                                           |
| Boule Lyonnaise Mannschaftsspiel Tir progessif Tir de précision | –                                             | Kugel                             | Zielkugel                                                                           | Fédération Internationale de Boules (F.I.B.)                                                                                            | World Games Mittelmeerspiele                                               |
| Bowling                                                         | –                                             | Ball                              | 10 Pins                                                                             | World Tenpin Bowling Association | World Games                                                                |
| Bowls                                                           | –                                             | Kugel                             | Zielkugel Jack Kitty                                                                | World Bowls Ltd | Commonwealth Games                                                         |
| Casting                                                         | –                                             | Angel                             | Wasserbassin Tuchscheibe Skish                                                      | International Casting Sport Federation – ICSF                                                                                           | World Games                                                                |
| Croquet                                                         | Schläger                                      | Kugel                             | Tore                                                                                | World Croquet Federation | Olympiade 1900 Weltmeisterschaften                                         |
| Curling                                                         | Besen                                         | Stein                             | Markierung mit Ringen zur Orientierung                                              | World Curling Federation | Olympische Spiele                                                          |
| Darts                                                           | ohne                                          | Darts (Pfeile)                    | Zielscheibe, durch Kreise und Diagonale unterteilt                                  | World Darts Federation Professional Darts Corporation British Darts Organisation Deutscher Sportautomatenverband Deutscher Dart Verband | Liga World Cup World Darts Championship Premier League Darts               |
| Gateball Mannschaftsspiel                                       | Schläger                                      | Kugel                             | Tore                                                                                | World Gateball Union | Weltmeisterschaften                                                        |
| Golf                                                            | Golfschläger                                  | Golfball                          | Loch                                                                                | International Golf Federation | Weltmeisterschaften                                                        |
| Jakkolo                                                         | –                                             | Holzscheibe                       | Tore                                                                                | DJB (Deutscher Jakkolo Bund) | Länderturniere Weltmeisterschaften                                         |
| Jeu Provençal                                                   | –                                             | Kugel                             | Zielkugel                                                                           | Fédération Internationale de Pétanque et Jeu Provençal                                                                                  | Französische Meisterschaft                                                 |
| Kegeln                                                          | –                                             | Kugel                             | 9 Kegel                                                                             | Fédération Internationale des Quilleurs (FIQ)                                                                                           | World Games                                                                |
| Minigolf                                                        | Minigolfschläger                              | Minigolfball                      | Loch                                                                                | World Minigolf Sport Federation | Weltmeisterschaften                                                        |
| Pétanque Mannschaftsspiel Tir de précision                      | –                                             | Zielkugel                         | Kugel                                                                               | Fédération Internationale de Pétanque et Jeu Provençal Confédération Européenne de Pétanque Deutscher Pétanque Verband                  | World Games Mittelmeerspiele Weltmeisterschaft Europameisterschaft EuroCup |
| Schießsport                                                     | Bogen Armbrust Gewehr Flinte Pistole Revolver | Kugel Schrot Diabolo Bolzen Pfeil | - Zielscheibe, rund, durch Kreise unterteilt - Tierattrappen - sich bewegende Ziele | Deutscher Schützenbund Bund der Militär- und Polizeischützen Deutsche Schießsport Union Bund Deutscher Sportschützen                    | Olympische Spiele World Games                                              |
| Shuffleboard                                                    | Cue                                           | Disks                             | dreieckiges Feld mit Punktfeldern                                                   | International Shuffleboard Association                                                                                                  | Weltmeisterschaften                                                        |
| Stockschießen Zielwettbewerb Mannschaftswettbewerb              | –                                             | Stock                             | drei „Zielscheiben“ Daube                                                           | International Federation Icestocksport                                                                                                  | Europameisterschaften Demonstrationswettbewerb Olympische Spiele           |